# Каљави коњ
Каљави коњ је збирка приповедака за децу српске књижевнице Весне Алексић. Приче у овој збирци говоре о животу Старих Словена, а инспирисане су словенском митологијом. Збирка садржи 12 прича, а свака је посвећена једном месецу у години, односно једном словенском божанству. У српским основним школама збирка прича Каљави коњ налази се у програму лектире за 6. разред.

## О књизи
Маштовито реконструисани свет Старих Словена открива њихова веровања, страхове и проблеме свакодневног живота. Свакој причи претходи теоријско објашњење о месту одређеног божанства у словенском митолошком систему. Сваки месец у години имао је своје божанство тако да ова збирка садржи дванаест прича – свака посвећена једном месецу и једном божанству. Међутим, књижевница акценат није ставила на сама божанства, већ је пажњу пребацила на обичаје и веровања везане за одређене циклусе у природи и смену годишњих доба јер су Стари Словени били сточарски и земљораднички народ и у великој мери зависили од природе и њој су се прилагођавали. Њихова веровања, обичаји и послови зависили су од годишњег доба и дешавања у природи.
О словенској митологији нема довољно података, за разлику од римске или грчке. Зато на почетку сваке приче Весна Алексић прво даје кратак научно-популарни текст о одређеном божанству, а затим следи оригинална прича везана за то божанство и делокруг његових моћи. Све приче су допуњене фуснотама које објашњавају деци непознате речи и појмове. Приче Весне Алексић воде читаоца у идилични свет Старих Словена. Ауторка га испуњава разним веровањима која су последица страхова и неизвесности пред природним непогодама и опасностима. Уводи у њега и чудесна, митолошка бића. У центар свега ставља младе јунаке – децу, која својом зачуђеношћу, активношћу и радозналошћу, отплићу причу. Кроз ове приче млади читаоци могу стећи потпуну и праву слику о животу који је нестао, али је остао учаурен у митовима и легендама. Приповедање је проткано финим хумором, а у књизи подједнако могу уживати и деца и одрасли.